# الإيمان البهائي حول الحياة بعد الموت
يؤكد الدين البهائي على وجود حياة بعد الموت دون أن يحدد كل شيء عنها. يقال أن الروح عند الموت تدرك قيمة أفعالها وتبدأ مرحلة جديدة من العلاقة الواعية مع الله، على الرغم من أن التجارب السلبية ممكنة.

## الموت والموت والروح والآخرة

### التعاليم والمعتقدات
لا تعتبر الروح خاضعة لقانون طبيعي، بل تخضع لقانون روحي كميثاق بين الإنسان والله وتتخذ هويتها عند تصور الجنين، ولكن ليس "في" الجسد، بل مرتبطة به مثل الضوء في المرآة. تصف الكتابات البهائية ثنائية العقل والجسد باستخدام تشبيهات مختلفة للتعبير عن استقلال الروح عن الجسد. إن الطبيعة البشرية تشبه الفارس على الحصان أو الجواد، أو الطائر في القفص، أو الشمس الساطعة على المرآة.
الجنة هي روح قريبة من الله، وليست مكانًا بل حالة، حيث تخضع لتطور روحي أبدي. كل من يتعلم ويطبق فضائل وإرشادات الله "يذهب" إلى الجنة. كذلك فإن الجحيم هو البعد عن الله، وليس مكانًا، بل هو الفشل في فهم وتطبيق الفضائل والإرشادات من الله. إن التقدم من أسوأ حالة ممكن حتى في العالم الآخر، ولكن ليس قبل أن يتغلب الفرد بشكل أساسي على رفض الفضائل الإلهية. إن العلامات التي نطلق بها على أنفسنا واللاهوت الذي ندعي الالتزام به ليست بنفس أهمية حقيقة الفضائل الروحية مثل الشجاعة والعدالة والحب والفهم وما إلى ذلك، والتي يتم التعبير عنها فعليًا من خلال الاختيار في حياتنا. يصل تطور الحياة الروحية إلى مرحلة مهمة سواء في هذه الحياة أو في الحياة التالية في تنمية "روح الإيمان" وهي هبة من الروح القدس، والتي تستمر بعد ذلك في النمو في روح الفرد. ولكن إذا كانت قدرتنا على التعبير عن الفضائل الإلهية مشروطة، فإن حالتنا في الحياة الآخرة مشروطة أيضًا، هناك طيف من الإنجاز، وبالتالي فإن البيئة التي تشبه المطهر ممكنة لأولئك الذين لم يحتضنوا الفضائل الإلهية جيدًا وأولئك الذين لم يرفضوها إلى حد كبير. إن الحياة الآخرة في الواقع تتحدد أحيانًا على مراحل. يعتقد البهائيون أن الغرض الرئيسي من الوحي هو توجيه التطور الروحي للفرد وأن قبول نبي الله مهم كفرصة مهمة لتعزيز الإنجاز المشروط المتمثل في اكتشاف الفضائل نفسها والتعبير عنها. إذا نجح أحد في تحقيق هذه الأمور إلى درجة فائقة، فسوف يكون هذا الشخص مفيدًا للبشرية جمعاء في الحياة الآخرة بينما لا يملك أولئك البعيدون عن الله القدرة على التأثير على الأحياء بعد الآن. في الواقع، لا يُنظر إلى الشر باعتباره قوة في العالم الآخر، حيث يتم وصف الأشخاص الأشرار بأنهم "ضامرون" و"ضعيفون" وأن روايات "الاستحواذ" تدور حول أشخاص استسلموا لعواطفهم المظلمة وطبيعتهم الأكثر دناءة.
على الرغم من أن الجنة هي حالة أكثر من مجرد مكان، إلا أنها لا تزال توصف بأنها عالم حيث يكون أولئك القريبون من الله قريبين من بعضهم البعض أيضًا. وهكذا في الحياة الآخرة يلتقي الإنسان بأنبياء القدماء وغيرهم من الناس التاريخيين. في حين أن الفرد يشهد تغيرات دراماتيكية منذ الولادة ومراحل الحياة في هذا العالم ثم الموت والحياة بعد ذلك، يعتقد البهائيون أنها نفس الروح، ونفس الشعور بالهوية، من خلال التغيرات الدراماتيكية للظروف. ومع ذلك فإن عوالم الرحم والحياة في هذا العالم والحياة الآخرة متشابكة في الواقع. إن الأمر ليس مثل الانتقال إلى مكان بعيد، فالحياة الآخرة هي أيضًا "هنا"، غير مرئية لأولئك الذين يعيشون على الأرض. الحياة في هذا العالم تؤثر في ذلك العالم، والحياة في ذلك العالم تؤثر في هذا العالم. الموت هو التخلي عن الإطار المادي ومتطلباته وليس له هوية حقيقية في حد ذاته.
يُعتقد أن يوم القيامة هو الوقت الذي يلي ظهور وحي جديد حيث يتم الحكم على أتباع العهد السابق واختبارهم. إذا تم تأكيدهم فهم "قاموا" أو "عادوا" (ليس كأفراد ولكن كأنواع من الناس، مثل يوحنا المعمدان الذي كان عودة إيليا ولكن ليس إيليا نفسه). تشير ظروف " القيامة " الجماعية في الأيام الأخيرة إلى متى ستكون العملية عالمية بدلاً من أن تكون في بلد واحد أو شعب واحد أو آخر. وهذا أيضًا أحد الأسباب العديدة التي تجعل البهائيين لا يؤمنون بالعودة الحرفية إلى الأرض لنفس الروح الفردية كما يعتقد أولئك الذين يؤمنون بالتناسخ. وهكذا فإن يوم القيامة ليس كالحكم الذي يحدث بعد الموت، بل هناك أيضاً حكم ويتم قياس الحقيقة وراء الكلمات التي يعيش بها الإنسان. إن المكافآت لتطبيق الفضائل بشكل صحيح والعقوبات لتطبيقها بشكل غير صحيح أمر محسوم، ولكن التعلم المستمر لا يزال يحدث بدءًا من اللحظات الأخيرة من الحياة الأرضية. يعتقد البهائيون أننا سوف نعرف ونتحدث مع أولئك الذين عرفناهم وكذلك أولئك الذين ماتوا بالفعل.
إن التعبير عن المعلومات حول الحياة الآخرة محدود بطبيعته في هذه الحياة. ويوضح أن الحياة الآخرة تختلف اختلافاً جوهرياً في كثير من النواحي عن هذه الحياة. ويتم إجراء المقارنة بين الحياة في الرحم وهذه الحياة والتغيرات بعد الولادة والتغيرات بعد الموت. إن حقائق الأخير غير متاحة حتى في شكل مفاهيم في الأول، فهي غير قابلة للوصف. إن فكرة وجود جسد في العالم الآخر لا تزال موجودة ولكنه جسد سماوي. هناك عالم من الأضواء واللقاء مع رفاق الموتى. وسوف يُرى الله كأنه شمس في السماء ولكن ليس هناك ليل. وتتأكد قدسية الطبيعة البشرية عندما تعكس نور الله وتصبح حقائق الوجود معروفة ويتم التغلب على الخوف الأساسي من الموت ويتم قبول الأديان عالميًا على أنها تأتي من مصدر واحد.

### القوانين والقواعد
ومن بين القواعد المحددة التي يجب على البهائيين اتباعها فيما يتعلق بالموت، اعتمادًا على القانون المدني لبلدهم:
- لا يوجد حرق أو تحنيط. وليس في ذلك ضرر على الروح نفسها، بل يجب احترام الجسد، وليس تدميره أو الإضرار به بشكل عام. يُسمح بالتبرع للعلم إذا أمكن اتباع القواعد الأخرى.
- ويُنظر إلى الانتحار على أنه رفض لخطة الله للبشر، وهو محظور على أتباع هذا الدين. تعلم الديانة أن أرواح أتباعها يمكن أن "تعاني روحياً" إذا انتحروا، لكنها توصي بتعزية الأسر المفجوعة.[14]
- لا توجد طقوس حداد محددة ولكن هناك صلاة مشتركة للموتى يتم قراءتها للبهائيين.
- هناك خاتم يحمل نقشًا يجب على البهائيين ارتداؤه عند دفن الجثة ولفها في كفن. يجب أن يقرأ النقش (بأي ترجمة للغة) "خرجت من الله وأعود إليه، منفصلًا عن كل شيء إلا هو، متمسكًا باسمه، الرحمن الرحيم".[10]
- يجب دفن الجثة في نعش.[10]
- يجب أن يتم الدفن على مسافة لا تزيد عن ساعة من مكان الوفاة.
- العلامة المناسبة على شاهد القبر هي نجمة ذات تسعة رؤوس و/أو كلمة بهائي. يُسمح بالكتابات الأخرى ولكن ليس مطلوبًا.
- لا تتطلب الجنازات التي يديرها البهائيون لغير البهائيين أيًا من هذه المتطلبات.
- إن الأطفال الذين يموتون هم تحت رحمة الله وفضله.

إن الحزن والضيق والألم الناتج عن فقدان الاتصال بالأصدقاء والأقارب بالنسبة للبهائيين، إلى جانب القضايا الثقافية والأعراف في المجتمع، يتميز بأنه مرحلة أخرى من الحياة، وهي حالة مؤقتة سوف تتغير يومًا ما تمامًا كما يأتي الطفل في الرحم إلى العالم المادي من خلال الولادة وإلى صحبة العائلة والأصدقاء. ولم يتجنب بهاء الله الشعور بالخسارة، بل أكد على الشعور بالغموض في الموت، مشيرًا إلى أنه على الرغم من أنه شارك في بعض جوانب الموت والحياة الآخرة:
"إن أسرار موت الإنسان الجسدي وعودته لم تُكشف بعد، وما زالت غير مقروءة... ولو كُشفت، لَأثارت خوفًا وحزنًا شديدين، حتى أن البعض قد يهلك، بينما يمتلئ آخرون فرحًا لدرجة أنهم يتمنون الموت، ويتوسلون، بشوق لا ينقطع، إلى الإله الواحد الحق - جل جلاله - أن يُعجِّل بنهايتهم."

وبما أن هذا ليس واضحًا لأحد، فإننا بدلاً من ذلك نكافح حقيقة الموت.
البهائيون يسمحون بالمعايير الثقافية للمجتمعات التي يعيشون فيها. على سبيل المثال، عارض المبشرون المسيحيون بشكل علني بين السكان الأصليين في بابوا غينيا الجديدة الفنون والعروض الجنائزية التقليدية، في حين شجع البهائيون إنتاجها كشكل من أشكال العبادة. وهكذا، بينما ينظر الناليكيون الآخرون إلى البهائيين الناليك باعتبارهم حكامًا على المعرفة والممارسات التقليدية، فإن البعثات المسيحية وأتباعها ينظر إليهم على أنهم معادون للتقاليد.
يرى البهائيون أن الصلاة في هذا العالم مفيدة لأولئك الذين رحلوا، كما هي الحال في صلواتهم لنا نحن الذين ما زلنا نعيش في هذا العالم. بالإضافة إلى ذلك فإن تذكر حياة أولئك الذين ماتوا، وإنجازاتهم في الفضائل، والخدمات التي قدمت باسمهم هو في الواقع مساعدة لأولئك الذين ماتوا.

### انطباعات عن وجهة نظر البهائية حول الموت والحياة الآخرة
تم تصميم المرجع العملي للتنوع الديني لرجال الشرطة العملياتيين وخدمات الطوارئ لتقديم التوجيه لرجال الشرطة وخدمات الطوارئ حول كيفية تأثير الانتماء الديني على اتصالهم بالجمهور. وقد ذكرت الطبعة الثانية التي نشرت في عام 2002 في أستراليا المعايير التي يمكن توقعها من البهائيين في حالة الموت أو الوفاة. وينص على أن البهائيين يؤمنون بالحياة بعد الموت، ويعتقدون أن الروح تُخلق في لحظة الحمل وستحتفظ بشخصيتها الفردية في عالم أبدي. إن الجسد الذي يشبه المصباح الذي يحمل نور الروح أثناء وجودها في هذا العالم، يجب أن يعامل بكرامة. لا يجوز إجراء التحنيط إلا إذا كان ذلك مطلوبًا بموجب القانون. يجب نقل الجثة بأقل قدر ممكن بعد الوفاة، ويجب أن يتم الدفن خلال ساعة واحدة من وقت السفر من المدينة أو البلدة التي حدثت فيها الوفاة. حرق الجثث ممنوع من كتبه المقدسة، يُقال إن "الروح آية من آيات الله، جوهرة سماوية لم يدرك حقيقتها أكثر الرجال علمًا، ولا يستطيع أي عقل، مهما بلغ من الذكاء، أن يحلم بكشف غموضها." وقد ذُكرت هذه النقاط في مصادر أخرى أيضًا. لاحظ الباحثون في علم الاجتماع أن البهائيين لديهم اعتقاد شمولي مفاده أنه على الرغم من أن الأمر قد يتطلب العمل، فإن معظم الناس سوف يخلصون في النهاية أو يصلون إلى الجنة.
تضمنت التغطية التلفزيونية لمسيرة الصلاة على قناة CNN وقناة سي-سبان لإطلاق النار في مدرسة ساندي هوك الابتدائية نصوصًا بهائية لتعزية الأحياء بحيث يكون تأثير الموتى عليهم أقل إزعاجًا. تم تعديل النص المستخدم في الخدمة لينطبق على الآباء والأطفال وتم أخذه من مختارات من كتابات عبد البهاء:
إن فقدان الابن لأمرٌ مُفجعٌ حقًا، ويتجاوز حدودَ الاحتمال البشري، ومع ذلك فإن من يعرف ويفهم يُتيقن أن الابن لم يُفقَد، بل انتقل من هذا العالم إلى عالمٍ آخر، وستجده في عالمٍ إلهي. هذا اللقاء سيكون أبديًا، أما في هذا العالم، فالفراق حتميّ، ويجلب معه حزنًا مُحرقًا.
الحمد لله على إيمانك، وتوجهك نحو الملكوت الأبدي، وإيمانك بوجود عالمٍ سماوي. لذلك لا تحزن، ولا تذعر، ولا تتنهد، ولا تنوح ولا تبكي؛ لأن الاضطراب والحزن يُؤثّران بعمقٍ على روحه في عالمٍ إلهي.
يخاطبكِ ذلك الطفل الحبيب من العالم الخفي: "يا أمّي الحنون، أشكري العناية الإلهية على تحرري من قفصٍ صغيرٍ كئيب، وحلقي، كطيور المروج، إلى العالم الإلهي - عالمٌ فسيحٌ مُنيرٌ، دائمُ الفرح والابتهاج. لذا، لا تحزني يا أمّي، ولا تحزني؛ فأنا لستُ من الهالكين، ولم أُفنَ ولم أُهلك. لقد تخلصتُ من الجسد الفاني ورفعتُ رايتي في هذا العالم الروحي. بعد هذا الفراق، رفقةٌ أبدية. ستجديني في سماء الرب، غارقًا في بحرٍ من النور."

### الأدب البهائي
إن الموضوعات المتعلقة بالموت والاحتضار والروح والحياة الآخرة محل اهتمام الدين، والتي تم تناولها بالتفصيل في حياة الشخصيات المركزية في الدين من خلال الأسئلة التي طرحها المستفسرون، ثم تم تجميع هذه الكتب المقدسة مرارًا وتكرارًا في الكتب.
" فن الحياة الإلهي" هو أحد الأعمال المبكرة التي تحتوي على فصل بعنوان "عالم الخلود"، والذي يحتوي على عناوين أقسام: طبيعة الروح، والعقوبات والمكافآت، وإطلاق الروح، والحياة في العالم الآخر، والتعزية للثكالى، والصلاة من أجل الراحلين. ظهر المحتوى المبكر في الأصل في إصدارات متتالية من مجلة النظام العالمي من أبريل 1940 إلى سبتمبر 1941 ثم أعيد طبعه وتنقيحه في مجلد واحد في أعوام 1944، 1946، 1949، 1953، 1956، 1960، 1965، 1970، 1972، 1973، 1974، 1979، 1986، 2006. وقد عقد البهائيون مؤتمرات تحمل نفس الاسم. وقد تضمنت المجموعة الضخمة "أضواء الهداية: ملف مرجعي بهائي" التي نشرت في عام 1983 أقسامًا تغطي التجميعات الكتابية حول الموضوعات. وقد تم نشر ما يقرب من 10 كتب تتناول موضوع الحياة بعد الموت بشكل مباشر. في أمريكا، يغطي دليل الجمعيات البهائية المحلية، وتطوير المجتمعات البهائية المميزة، الفصل 19، ممارسات الدفن المحددة والموضوعات ذات الصلة والمجلد الأول من مجموعات التجميعات يحتوي على مدخل يحمل عنوانًا مشابهًا. وقد استمرت هذه المواضيع مؤخرًا في مشروع معهد روحي في كتابه الأول "تأملات في حياة الروح " تحت قسم "الحياة والموت"، بالإضافة إلى العديد من المقالات والأقسام أو الفصول في الكتب، والكتب الكاملة سواء الأكاديمية أو المؤسسية.

## تجارب الاقتراب من الموت
بالإضافة إلى تحديد المراجع الكتابية التي تبحث في الحياة الآخرة، قام البعض بفحص أوجه التشابه بين العبارات الواردة في الكتب المقدسة والعبارات العلمية حول مراحل تجارب الاقتراب من الموت،  ومن أبرزها:
- نور بعد الموت[32] نُشر في الأصل عام 1993 وأُعيد طبعه في عامي 1997 و2003[33] و2004 و2006 ويُعرض أيضًا مجانًا عبر الإنترنت[34] حيث يلاحظ المؤلف[35] "... لم يكن هذا الكتاب أبدًا عن المال أو الربح". و"تم التبرع بعائدات هذا الكتاب إلى مدرسة رباني" ( مدرسة بهائية في الهند). وعلى مدار 112 صفحة، يحدد الفصول حول عالم النور، ووجود النور، وإعادة التوحيد، والمعرفة العالمية، وعدم القدرة على التعبير، والروح، والخلود، وتحويل القيم الناتج عن ذلك ويقارنها بالإشارات الكتابية للدين.
- يحتوي كتاب "غرض الواقع المادي"[36] الذي نُشر عام 1987 وتمت مراجعته عام 2005 على فصل لهذا الغرض: "العواقب الأبدية لأدائنا المادي: الجحيم، أو الجنة، أو "لا شيء مما سبق". في 31 صفحة من فصله، يحدد أقسامًا حول الخوف من الموت، والانتقال إلى العالم التالي، وتأثيرات تجربة الاقتراب من الموت على المواقف المعاصرة بشأن الحياة الآخرة، وانفصال الروح عن الجسد، والوعي بالأرواح الأخرى، والطبيعة غير القابلة للتعبير عن هذه التجربة، والغرض من الحياة، والتجارب السلبية في الحياة الآخرة، والمساءلة، والإله المحب والمتسامح، والحكم على الذات، والأشخاص الحائرين، ويناقش مرة أخرى ويقارن كل موضوع مع المراجع الكتابية البهائية.
- يحتوي كتاب "دليل تجارب الاقتراب من الموت: ثلاثون عامًا من التحقيق" على فصل بعنوان "الأديان العالمية وتجارب الاقتراب من الموت" بقلم فارناز ماسوميان، والذي يستعرض مختلف الأديان. يقضي الكتاب حوالي أربع صفحات ونصف في مقارنات الدين البهائي.[13]

العديد من الصفات التي ذكرها أصحاب تجارب الاقتراب من الموت تجد تشابهات في الكتابات البهائية ، جودة التجربة التي لا يمكن وصفها، والحصول على جسد سماوي، وعالم من النور، والالتقاء بالآخرين، ومراجعة حياة المرء، والالتقاء بكائن نوراني فائق. بالإضافة إلى ذلك، فإن أنواع التحول الإيجابي التي أبلغ عنها من مروا بتجربة الاقتراب من الموت تجد أيضًا أوجه تشابه في القيم التي يتم تشجيع البهائيين على البحث عنها، تقدير جديد للمعرفة والتعلم، وأهمية الحب، وغياب الخوف من الموت، وأهمية الحياة الجسدية على الأرض، والإيمان بقدسية الطبيعة البشرية، والتركيز على إظهار الصفات الإيجابية مثل الحب والعدالة والخدمة غير الأنانية والوحدة والسلام، وهو شيء ينظر إليه من مروا بتجربة الاقتراب من الموت والبهائيون على أنه مهم لجميع الأديان ويرتفع فوق تفاصيل العقائد والطائفية. إن التجارب السلبية التي مر بها أصحاب تجارب الاقتراب من الموت تتشابه أيضًا في الكتابات البهائية، تأثير الانتحار، واحتمال "التعرض للموت" بسبب "كسر القواعد"، وأنه عندما تكون الفرصة سانحة للتعلم من الأخطاء فإن ذلك أمر مهم وأن مراجعة الحياة تتضمن مواجهة الأفعال السلبية التي تم القيام بها، حتى التجارب الجهنمية.
في ورقة بحثية تصف أنماط فهم الأحلام والرؤى الروحية بقلم نجاتي ألكان، عبد البهاء، وهو سلطة رئيسية في الدين البهائي، يفصل أحيانًا الأحلام والرؤى إلى ثلاث فئات: حقيقية، وتفسيرية، ومربكة. الأول لا يحتاج إلى تفسير، بل يعتمد على امتلاك، وفقًا لعبد البهاء، على حد تعبير نجاتي ألكان، "قلبًا خاليًا من أي تعلق، ويجب ألا توجد أفكار فارغة في العقل". أما الثاني، فيمكن فك شفرته للوصول إلى الحقيقة، والثالث لا يعكس إلا "الصراع والخلاف" لدى صاحبه. وفقًا لعبد البهاء، فإن فك رموز النوع الثاني أشبه، بكلمات نجاتي ألكان، "إذا أضفتَ أي لون إلى قطعة قماش بيضاء، فإنها ستتقبله؛ ولكن إذا أضفتَ أزرقًا إلى قطعة قماش صفراء، فإنها ستتحول إلى اللون الأخضر وتُشوّه الحقيقة. وللحصول على اللون الحقيقي، يجب إزالة اللون المضاف". في الواقع، يُشير عبد البهاء أحيانًا إلى أن مثل هذه التجارب قد تعني عكس ما تبدو عليه.

### العروض التقديمية الشخصية
بالإضافة إلى المراجعات العامة لبيانات الكتب المقدسة ومقارنتها بتجارب الاقتراب من الموت بشكل عام، هناك عدد قليل من الأفراد الذين تم نشر تجاربهم ومشاركتها.

#### ريني باسارو
قدمت رايني باسارو تجاربها المتعلقة بالدين. نشرت قصتها في وقت مبكر من عام 1981. تم تسجيل محادثة مطولة واحدة على الأقل بالفيديو وهي متاحة عبر الإنترنت في عدة أماكن. هناك أيضًا نصوص جزئية ممتدة. وقد تم تحليل الحديث من وجهة نظر دينية في التعليق وما بعده. هناك أيضًا ملف صوتي لمحادثة مشابهة ولكنها ليست متطابقة. شعرت أن علاقتها بالدين جاءت كنتيجة مباشرة لتجربتها القريبة من الموت. في عام 2018 نشرت كتابًا بعنوان "إجابات من السماء: تجارب الاقتراب من الموت لرينيه باسارو" حيث تقول إنها شاركت القصة مع روحييه خانوم وأخبرتها أنها يجب أن تروي قصتها.

#### ريكي برادشو
تزعم ب. م. هـ. أتووتر أن ريكي برادشو شارك في تأسيس الجمعية الدولية لدراسات الاقتراب من الموت (IANDS) مع الدكتور كينيث رينغ. وانضم أيضًا إلى الديانة البهائية لأنها كانت الأكثر ملاءمة لتجاربه من وجهة نظره. تمت مراجعة تجربته في عدد من المنشورات وهناك إشارات إلى أن برادشو نشر تجربته في بعض المجلات المبكرة غير المتاحة على الإنترنت مما يشير إلى أنها نُشرت في نسخة مبكرة من مجلة تجربة الاقتراب من الموت المسماة (في ذلك الوقت) الأنابيوسيس: مجلة دراسات الاقتراب من الموت، أغسطس 1979، الصفحة 11.

#### آخرون تم ذكرهم فيما يتعلق بالدين
بالإضافة إلى ما سبق، أبلغ اثنان آخران عن تجارب الاقتراب من الموت ولديهما بعض العلاقة بالدين. في كتاب أتواتر الأحدث "تجارب الاقتراب من الموت، بقية القصة: ما تعلمناه عن الحياة والموت والغرض الحقيقي من وجودنا" على الصفحة. 257 يسجل أتواتر حكاية أخرى عن إشارة إلى الدين:
قالت تيري: "أعتقد أن مايكل يعاني من آثار هذه التجربة منذ طفولته. في أحد الأيام، اتصل بي وسألني إن كنت أرغب في الذهاب إلى الكنيسة معه. قلت لا، لكنني أرغب في اصطحابه إلى معبد البهائيين في ويلميت". بعد صعود الدرج إلى المعبد معًا، سرنا في دائرة، نقرأ النقوش على الأبواب. فوق أحد الأبواب، المتجه شرقًا، توقفنا لنقرأ: "أنتم ثمار شجرة واحدة وأوراق غصن واحد". نظرت إلى مايكل والدموع تملأ عينيه. شعرت بألمه وإحباطه. كان ذلك الإحباط الذي يصاحب معرفة العبور، والتواجد هناك، والعودة من على شفا الموت حاملًا رسالته للبشرية، وفي ذاكرته البعيدة عن "الجانب الآخر".

أجرى وارن أوديس-جيليت مقابلة مع نينا ليمبكي هولت هارفي في "المنظور البهائي" لـراديو WXOJ-LP حول تجارب الاقتراب من الموت التي خاضتها في طفولتها.
تم تسجيل أن الزعيم ألبرت إسحاق من أيشيهيك قد حدد تجربة الاقتراب من الموت التي مر بها في عام 1957 مع الإيمان البهائي.
تقول ماري واتسون، مؤلفة كتاب "مساران" في عام 1897، إنها تعرضت لحادث سيارة في عام 1890 في واشنطن العاصمة وأفادت بأنها رأت رؤية والتقت بمرشد. اعتنقت الدين في عام 1901 وحددت مرشدها باسم عبد البهاء.